# Asteritea
Asteritea — монотиповий рід грибів родини Microthyriaceae. Назва вперше опублікована 1961 року.

## Класифікація
До роду Asteritea відносять 1 вид:
- Asteritea roureae.

## Поширення та середовище існування
Знайдений на листках Rourea glabra у Бразилії.